# Acetona deuterada
Acetona deuterada ((CD3)2CO), também conhecida como acetona-D6, é uma forma (chamada um isotopólogo) de acetona (CH3)2CO na qual o átomo hidrogênio ("H") é substituído pelo isótopo deutério (hidrogênio pesado, "D"). Acetona deuterada e um solvente comum usado em espectroscopia NMR.

## Propriedades
Como em todos os compostos deuterados, as propriedades da acetona deuterada são praticamente idênticas às da acetona comum.

## Fabricação
A acetona deuterada é preparada a partir de água pesada, D2O, pelo que equivale a um reação aldólica. Nesse caso, a base usada é uma versão deuterada da versão de hidróxido de lítio:
{\displaystyle \mathrm {H_{3}CC({=}O)CH_{3}\ +\ D_{2}O\ {\xrightarrow {\ LiOD\ }}\ D_{3}CC({=}O)CD_{3}\ +\ 6\ HDO} }
A fim de deuterar completamente a acetona, o processo é repetido várias vezes, destilando a acetona da água pesada e executando novamente a reação em um novo lote de água pesada.